# Куршат, Харри
Ха́рри Ку́ршат (нем. Harry Kurschat; 28 февраля 1933, Берлин) — немецкий боксёр лёгкой весовой категории, выступал за сборную ФРГ в середине 1950-х годов. Серебряный призёр летних Олимпийских игр в Мельбурне, чемпион Европы, трёхкратный чемпион Германии, участник многих международных турниров и матчевых встреч. В период 1958—1964 боксировал на профессиональном уровне, но без особых достижений.

## Биография
Харри Куршат родился 28 февраля 1933 года в Берлине. Активно заниматься боксом начал в раннем детстве, проходил подготовку в спортивном клубе «Нойкёльнер». Первого серьёзного успеха на ринге добился в 1953 году, когда в лёгком весе стал чемпионом Германии среди любителей. Год спустя повторил это достижение, а ещё через год завоевал золотую медаль на чемпионате Европы в Западном Берлине. В 1956 году в третий раз выиграл немецкое национальное первенство и благодаря череде удачных выступлений удостоился права защищать честь страны на летних Олимпийских играх в Мельбурне — в полуфинале олимпийского турнира победил ирландца Энтони Бирна, но в решающем матче проиграл шотландцу Ричарду Мактаггарту.
Получив серебряную олимпийскую медаль, Куршат решил попробовать себя среди профессионалов и покинул сборную. Его профессиональный дебют состоялся в феврале 1958 года, своего первого соперника бельгийца Фернанда Альбрехта он победил нокаутом уже во втором раунде. В течение шести последующих лет провёл множество удачных поединков, трижды дрался за титул чемпиона Германии в лёгком весе, но так и не смог заполучить национальный чемпионский пояс. Завершил карьеру спортсмена в 1964 году. Всего в профессиональном боксе провёл 34 боя, из них 29 окончил победой (в том числе 23 досрочно), 3 раза проиграл, в двух случаях была зафиксирована ничья.